# Brick Mansions
Brick Mansions ist ein französisch-kanadischer Actionfilm aus dem Jahr 2014 von dem Regisseur Camille Delamarre mit Paul Walker und David Belle in den Hauptrollen. Es ist der letzte Film, den Paul Walker vor seinem Tod gedreht hat. Der Film stellt eine Neuverfilmung des französischen Films Ghettogangz – Die Hölle vor Paris aus dem Jahr 2004 dar.

## Handlung
Detroit im Jahre 2018, Stadtteil Brick Mansions. In einem durch eine Mauer abgeteilten Stadtviertel herrschen brutale Gewalt und Anomie. An oberster Stelle in diesem Viertel steht Drogenbaron Tremaine. Durch die scheinbare Entwendung einer Massenvernichtungswaffe kann Drogenbaron Tremaine seine Macht ausweiten und die Stadt erpressen. Zusammen mit dem Ex-Sträfling Lino versucht nun Undercover-Cop Collier die Waffe dem Baron zu entreißen bzw. zu entschärfen. Die Massenvernichtungswaffe kann letztendlich entschärft werden und wird dann den Machthabern des alten Detroits zum Schluss übergeben und zugleich dabei ein Komplott des Bürgermeisters aufgedeckt. Als Schlusssequenz wird die Mauer um das Ghetto abgerissen und das Ghetto wird wieder normalisiert.

## Synchronisation
Synchronisiert wurde der Film nach einem Dialogbuch von Matthias Lange unter der Dialogregie von Björn Schalla.
| Rolle               | Darsteller/in  | Deutsche Synchronstimme |
| ------------------- | -------------- | ----------------------- |
| Damien Collier      | Paul Walker    | David Nathan            |
| Lino                | David Belle    | Jaron Löwenberg         |
| Tremaine Alexander  | RZA            | Tobias Kluckert         |
| Bürgermeister       | Bruce Ramsay   | Frank Schaff            |
| George, der Grieche | Carlo Rota     | Erich Räuker            |
| K2                  | Gouchy Boy     | Tilo Schmitz            |
| Major Reno          | Richard Zeman  | Frank-Otto Schenk       |
| Peter               | Jade Hassouné  | Peter Becker            |
| Lola                | Catalina Denis | Melanie Hinze           |
| Großvater Collier   | Frank Fontaine | Hasso Zorn              |

## Rezeption

### Erfolg
Der Film spielte bei einem Budget von 28 Millionen US-Dollar bislang 32,2 Millionen US-Dollar ein (Stand: 13. Juli 2014).

### Kritiken
Der Film erhielt bei Rotten Tomatoes bislang eher gemischte bis negative Kritiken. So verzeichnete man unter Kritikern nur 26 %, unter Zuschauern jedoch 47 % positive Kritiken. Die Zeitschrift Cinema schreibt, dass Walker-Fans und diejenigen, die das Original nicht kennen, auf ihre Kosten kommen. Laut Harald Peters in Die Welt wäre Brick Mansions ein wichtiger Film, wenn er neben dem ganzen Geballer, Geprügel und Gespringe die Anklage gegen die Machenschaften finsterer Spekulanten und korrupter Politiker noch deutlicher herausgearbeitet hätte. Frank Noack schrieb im Tagesspiegel, dass nicht alles an dem von Werbefilmregisseur Camille Delamarre inszenierten Film unglaubwürdig und oberflächlich sei. So sei die Figur Lino Dupree ein gebrochener Held, ein Ex-Junkie und Dealer, der endlich ein normales Leben führen möchte.

## Hintergrund

### Veröffentlichung
Brick Mansions startete am 23. April 2014 in den französischen, zwei Tage später in den US-amerikanischen und kanadischen Kinos. In Deutschland lief der Film am 5. Juni in den Kinos an.